# Szent Afra
Szent Afra (3. század – Augsburg, 304) katolikus vértanú.
Augsburgi pogány volt, aki a feltételezések szerint egy bordélyt üzemeltetett, vagy prostituált volt Vénusz templomában. Amikor megkezdődött az augsburgiak térítése, nála és anyjánál, Hillariánál szállt meg a később szentté avatott püspök, gironai Narcissus. A pap nem tudott a nő foglalkozásáról. Afrát lenyűgözte Narcissus szentsége, és megtért a családjával együtt. A keresztény hit szerint maga a püspök keresztelte meg őket. A legenda szerint Afra egy halom len alá rejtette a püspököt, amikor a hatóságok kutattak utána.
Diocletianus római császár keresztényüldözésének utolsó évében, 304-ben egy fához kötözve megégették a Lech-szigeten. Ereklyéit az augsburgi, róla elnevezett székesegyházban őrzik. Az augsburgi püspökség védőszentje.